# Centre 200
Centre 200 je hokejový stadion nacházející se ve městě Sydney v kanadské provincii Nové Skotsko. Je domovskou arénou týmu Cape Breton Screaming Eagles, účastníka QMJHL. Stadion byl v roce 2003 spolu s halifaxskou arénou Halifax Metro Centre spolupořadatelem Mistrovství světa v ledním hokeji hráčů do 20 let. V roce 2008 byl místem konání Subway Super Series, každoročního setkání nadějí kanadského a ruského hokeje. Tato aréna je také místem, kde se konají koncerty a společenské akce. Modernizaci arény za přispění klubu, místní a federální vlády oznámil starosta obce v roce 2009.